# Petr Štochl
Petr Štochl (Pilsen, 24 de abril de 1976) es un exjugador de balonmano checo que jugó de portero. Su último equipo fue el Füchse Berlin. Fue un componente de la Selección de balonmano de la República Checa con la que jugó 182 partidos y marcó 2 goles.

## Palmarés

### Talent Plzen
- Liga de balonmano de la República Checa (1): 1999

### Füchse Berlin
- Copa de Alemania de balonmano (1): 2014
- Copa EHF (2): 2015, 2018
- Mundialito de clubes (2): 2015, 2016

## Clubes
- Talent Plzen ( -2000)
- HC Dukla Praga (2000-2001)
- Talent Plzen (2001-2002)
- Allrisk-CAC Praga (2002-2004)
- Istres OPH (2004-2006)
- Füchse Berlin (2006-2018)